# Гоппертия
Гоппертия (лат. Goeppertia) — род цветковых растений семейства марантовых, произрастающих в тропических регионах Нового Света. В него включается 244 вида в статусе подтвержденных и требующих уточнения, большая часть которых до последнего времени относилась к роду Калатея. Некоторые виды широко культивируются в качестве декоративных растений открытого грунта и в горшочной культуре.

## История
Впервые род был описан немецким ботаником Христианом Нес фон Эзенбеком в 1831 году. Им же по ошибке это название было повторно использовано в 1836 году для растений семейства Лавровые, который впоследствии стал синонимом рода Эндлихерия. В 1862 году Август Гризебах описал ещё один род растений под названием гоппертии, который в настоящее время является синонимом рода Бисгоппертия.
По состоянию на 2010 год род Гоппертия являлся полностью расформированным, по данным сайта TPL в нём не числилось ни одного вида в статусе подтвержденного. В 2012 году вышла работа международной группы ученых «Молекулярная филогенетика и пересмотр общих пределов рода Калатея», в которой было подтверждено, что этот ботанический род является полифилетическим (то есть ошибочно включает виды, не имеющие непосредственного общего предка) и на основании анализа трех пластидных и одного ядерного маркеров из исходных 285 видов калатей 107 были оставлены без изменений классификации, остальные же отнесены к гоппертиям. Помимо бывших калатей в род Гоппертия возвращены виды, ошибочно исключенные ранее, и общее количество таксонов в нём в настоящее время насчитывает 244 (см. полный список).

## Название
Название рода дано в честь немецкого ботаника и палеонтолога Генриха Гёпперта (1800—1884). В русскоязычных источниках встречается название «гоппертия», хотя более правильным является вариант, передающий оригинальное звучание фамилии — «гёппертия».

## Ботаническое описание
Многолетние травянистые растения, от 0,1 до 4 метров высотой. Стебель выражен или отсутствует. Побеги обычно неветвистые.
Листья прикорневые, прикорневые и стеблевые, редко только стеблевые. Чаще расположены в два ряда, реже — по спирали. Листовая пластинка от яйцевидной до эллиптической формы, реже обратнояйцевидная. Вершина усеченная или округлая с заостренным концом, базовая часть от клиновидной до округлой. Поверхность гладкая или опушенная.
Соцветие верхушечное на облиственных побегах, изредка на отдельном безлистном побеге, выходящем из корневища. Копьевидное, простое, одиночное или изредка из нескольких кластеров. Во втором случае пазушные и часто группами.
Прицветники обычно перекрывающиеся (реже распадающиеся), расположены по спирали или раздельно. Текстура от сочной листовой до пленчатой, либо плотная кожистая, окраска зелёная, белая или часто яркая. Обычно имеются вторичные прицветники, пленчатые или шиповидные.
Цветки обоеполые, мелкие, сидячие, выраженно асимметричные, надпестичные.
Чашелистиков 3, более или менее сросшиеся в основании, доли практически одинаковые. Венчик из трех неравных долей, сросшихся у основания в короткую узкую трубку 0,7-5 см длиной. Цветки открытые, у некоторых видов закрытые, принудительно открывающиеся при посещении опылителей из трибы орхидных пчел.
Фертильная тычинка одна, по форме напоминает лепесток. В основании сросшаяся с 2-3 более или менее развитыми лепестковидными стаминодиями.
Завязь нижняя, трехкамерная. Плод — трехсеменная капсула.

## Распространение и экология
Естественный природный ареал гоппертии охватывает территорию от Мексики до Аргентины. Некоторые виды интродуцированы на Ямайке и карибских островах Венесуэлы.

## Классификация

### Таксономическое положение
|  |                                |  |                                                  |                                                  |                      |  | еще 7 семейств в порядке Имбирецветные (APG IV, 2016) |                                                    |                                                    |                         |
|  |                                |  |                                                  |                                                  |                      |  |                                                       |                                                    |                                                    | 244 вида (APG IV, 2016) |
|  |                                |  |                                                  | порядок Имбирецветные                            |                      |  |                                                       |                                                    | род Гоппертия                                      |                         |
|  |                                |  |                                                  | порядок Имбирецветные                            |                      |  |                                                       |                                                    | род Гоппертия                                      |                         |
|  | отдел Цветковые (APG IV, 2016) |  |                                                  |                                                  | семейство Марантовые |  |                                                       |                                                    |                                                    |                         |
|  | отдел Цветковые (APG IV, 2016) |  |                                                  |                                                  |                      |  |                                                       |                                                    |                                                    |                         |
|  |                                |  | ещё 63 порядка цветковых растений (APG IV, 2016) | ещё 63 порядка цветковых растений (APG IV, 2016) |                      |  |                                                       | еще 29 родов в семействе Марантовые (APG IV, 2016) | еще 29 родов в семействе Марантовые (APG IV, 2016) |                         |
|  |                                |  |                                                  | ещё 63 порядка цветковых растений (APG IV, 2016) |                      |  |                                                       |                                                    | еще 29 родов в семействе Марантовые (APG IV, 2016) |                         |

### Виды
В декоративном цветоводстве наиболее популярны следующие виды гоппертий:
- Goeppertia bachemiana (É.Morren) Borchs. & S.Suárez — Гоппертия Бахема
- Goeppertia concinna (W.Bull) Borchs. & S.Suárez — Гоппертия стройная
- Goeppertia crocata (É.Morren & Joriss.) Borchs. & S.Suárez — Гоппертия шафрановая
- Goeppertia insignis (W.Bull ex W.E.Marshall) J.M.A.Braga, L.J.T.Cardoso & R.Couto — Гоппертия замечательная
- Goeppertia kegeljani (É.Morren) Saka — Гоппертия Кегельяна (в цветоводстве больше известная как калатея мозаичная «Нетворк»)
- Goeppertia majestica (Linden) Borchs. & S.Suárez — Гоппертия величественная
- Goeppertia makoyana (É.Morren) Borchs. & S.Suárez — Гоппертия Макоя
- Goeppertia ornata (Linden) Borchs. & S.Suárez — Гоппертия украшенная
- Goeppertia picturata (K.Koch & Linden) Borchs. & S.Suárez — Гоппертия расписная
- Goeppertia roseopicta (Linden ex Lem.) Borchs. & S.Suárez — Гоппертия розовато-расписная
- Goeppertia rufibarba (Fenzl) Borchs. & S.Suárez — Гоппертия рыжебородая
- Goeppertia undulata (Linden & André) Borchs. & S.Suárez — Гоппертия волнистая
- Goeppertia veitchiana (Veitch ex Hook.f.) Borchs. & S.Suárez — Гоппертия Вича
- Goeppertia warszewiczii (Lem.) Borchs. & S.Suárez — Гоппертия Варшевича
- Goeppertia zebrina Nees — Гоппертия полосатая